# Balliopsis
Balliopsis G.W. Saunders & Necchi, 2002  é o nome botânico de um gênero de algas vermelhas pluricelulares da ordem Batrachospermales, família não definida.

## Espécies
Atualmente 2 espécies são taxonomicamente aceitas:
- Balliopsis pinnulata (Kumano) G.W. Saunders & Necchi 2002
- Balliopsis prieurii (Kützing) G.W. Saunders & Necchi 2002
- Sequências de rDNA nuclear apoiam que Balliopsis é um género Incertae sedis dentro da ordem Batrachospermales.